# عالمكير الثاني

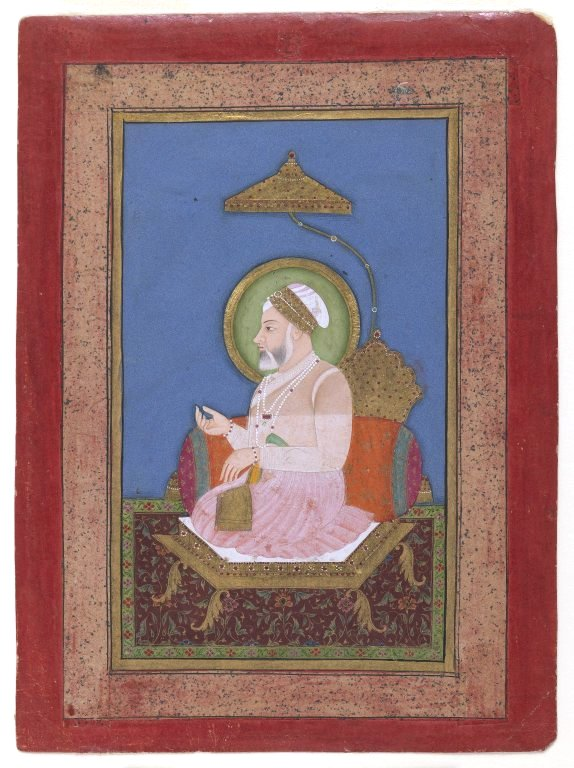

عزيز الدين عالمكير الثاني (عالمگير ثانی) (6 يونيو 1699م – 29 نوفمبر 1759م)، إمبراطور مغولي حكم من (2 يونيو 1754م - 29 نوفمبر 1759م) كان لقبه عزيز الدين أبو العدل محمد عالمكير الثاني بن جهاندار بن شاه عالم بهادر.